# Ichneumon melanophthalmus
Ichneumon melanophthalmus är en stekelart som beskrevs av Franz Paula von Schrank 1776. Ichneumon melanophthalmus ingår i släktet Ichneumon och familjen brokparasitsteklar. Inga underarter finns listade i Catalogue of Life.